# 市川團十郎 (12代目)
十二代目 市川 團十郎（いちかわ だんじゅうろう、1946年（昭和21年）8月6日 - 2013年（平成25年）2月3日）は、日本の歌舞伎役者。屋号は成田屋、定紋は三升（みます）、替紋は杏葉牡丹（ぎょようぼたん）。日本芸術院会員。位階は正五位。本名は堀越 夏雄（ほりこし なつお）、俳名に柏莚（はくえん）がある。公称身長170cm・体重70kg。息子に十三代目市川團十郎。

## 人物
十一代目市川團十郎の長男として誕生。父が早世した後は自らの努力で芸を磨く。スケールの大きい骨太な芸格が魅力。重厚な存在感と独特な愛嬌を併せ持つ。市川宗家お家芸の歌舞伎十八番はもとより、荒事、世話物、義太夫狂言、新歌舞伎と多彩な役々を演じ分けた。
1953年10月、『大徳寺』の「三法師公」で初舞台。
当初は歌舞伎を楽しんでいたものの、中学生になると「生まれた家が役者の家だから役者にならなきゃなんておかしい」という思いから、舞台や稽古をわずらわしく感じる様になり、学業もあってしばらく舞台から遠ざかった。1962年に父が十一代團十郎を襲名し、父と共に『助六』に出演した際に自身の芝居のまずさを痛感して一念発起し、「ようやく役者になる決心がついた」という 。
1963年に團十郎門下の勉強会で、初めて『勧進帳』の「弁慶」を演じた。
日本大学芸術学部演劇科に進学後の1965年に父を亡くし、「何もかもがまっくらで、これからオレは役者としてやっていけるだろうかって、とても不安でした」と当時の心境を語っている 。
父亡き後は、後見役となった二代目尾上松緑の指導を受けながら舞台に打ち込み 、やがて円熟期を迎えて歌舞伎界の柱として期待されていたが、晩年には白血病を発症、健康に不安を抱え、治療を受けながら舞台を務めていた。
従兄弟に二代目松本白鸚、二代目中村吉右衛門、初代尾上辰之助がいる。
幼少時は扁桃腺が弱く、よく風邪を引いており、性格も内向的で、ひ弱そうな子どもだったが、青山学院初等部3年の時に体育教師の勧めでラグビーを始めて丈夫になったという 。
自他共に認めるおっとりした性格で、友人達から「おっとり君」、「のんびり閣下」というニックネームを貰っていた。また、折り目正しく、ユーモアのある好人物と評されていた 。
野球好きで、俳優の御木本伸介らとともに「ハンサムズ」という草野球チームを作っていた。ポジションはピッチャーで、左利きであったため、「草野球のサウスポーっていうのは得です、めったに打たれませんから」と述べている 。
競馬観戦も趣味で、新聞にレース予想の連載も持ち、「馬がどっと疾走するのを見るのはこたえられない」と目を輝かせるほどだったが、「ギャンブルで金もうけなんて愚の骨頂ですよ」と勝負の結果には拘りが無かった 。
一方では小学生時代から天体観測を趣味としていたために、宇宙への関心が深く、『宇宙の渚』（日本放送協会）など、宇宙関連のテレビ番組や各種イベントへの出演も積極的に行っていたこともあった。そうしたことから若田光一や野口聡一など日本人宇宙飛行士とも親交が厚かった。
2004年、息子の市川新之助（当時）が十一代目市川海老蔵の襲名を発表した席で、「倅、市川新之助がこの度、團十郎を襲名する運びに相成りました」と発言した。すぐに間違いに気付き「團十郎じゃないや！えらいこっちゃ！」と慌てふためいて、会場が笑いに包まれた。
生前には「おいおい時期を見て團十郎の名を倅に譲り、自分は隠居名を名乗る考えがある」ことを明かしていたという。その場合には2代目團十郎の俳名である「栢莚」を名乗るつもりでいたと考えられている。

## 年譜
- 東京都に生まれる。十一代目市川團十郎の長男。
- 1953年10月 歌舞伎座にて『大徳寺』の三法師公で市川夏雄を名のり初舞台。
- 1958年5月 歌舞伎座にて『風薫鞍馬彩』の牛若丸で六代目市川新之助を襲名。
- 1965年3月 青山学院高等部卒業（13期）
- 1969年3月 日本大学藝術学部を卒業。
- 1969年11月 歌舞伎座にて『助六由縁江戸桜』の助六、『勧進帳』の富樫などで十代目市川海老蔵を襲名。
- 1985年4月-6月 歌舞伎座の3ヵ月に亘る襲名披露興行で『勧進帳』の弁慶、『助六』の助六ほかを勤め、十二代目市川團十郎を襲名[5]。
- 1986年1月 日本俳優協会理事に就任。
- 1999年4月 伝統歌舞伎保存会理事に就任。
- 2002年 文化審議会委員に就任。
- 2002年11月 歌舞伎座にて『義経千本桜』の三役を演じる。
- 2004年5月 長男の十一代目市川海老蔵襲名前後に白血病を発症、治療に専念。治療後約半年、10月パリ公演で復帰する。
- 2005年6月 白血病が再発、療養生活に入る。自家末梢血幹細胞移植の治療を受け、壮絶な闘病生活をおくる。慢性の貧血状態が続く「骨髄異形成症候群」と診断され、輸血を継続する治療を受けた。
- 2006年3月 歌舞伎座で復帰会見。5月復帰[6]。
- 2008年7月ヒト白血球型抗原(HLA)の型が一致した妹から骨髄移植を受ける。10月 三越劇場で舞台復帰会見。その際に白血病の影響で血液型がA型からO型に変わったことを告白した[7]。
- 2010年10月27・28日 浄土宗総本山知恩院「法然上人800年大遠忌記念 総本山知恩院奉納歌舞伎」にて三升屋 白治（みますや はくじ）の名で書いた新作『黒谷（『一谷嫩軍記』の「熊谷陣屋」の後日譚）』を上演[8]。
- 2011年7月1日 特定非営利活動法人全国骨髄バンク推進連絡協議会会長に就任。
- 2013年2月3日 肺炎のため死去[9]。66歳没。團十郎（堀越夏雄）は神道（神習教）信者であるため[10]、同年2月5日に通夜祭、2月6日に葬場祭と神式に則った葬儀が東京都目黒区の邸にて近親者による密葬の形で営まれると共に、12世團十郎には『瑞垣珠照彦命』の諡号が贈られた[11]。
- 2013年2月27日 東京・青山葬儀所に於いて本葬が執り行われた。尚、本葬に先立ち、生前の功績により没日の2月3日付で日本政府より正五位並びに旭日中綬章が追贈されることが閣議決定された[12]。墓所は青山霊園。

## 受賞歴
- 1986年3月 第7回松尾芸能賞大賞
- 1989年6月 第45回日本芸術院賞
- 1995年 眞山青果賞大賞
- 1998年 歌舞伎座『極付幡随長兵衛』にて芸術祭賞演劇部門優秀賞
- 2000年 博多座『恋湊博多諷』、国立劇場『本朝廿四孝』、歌舞伎座『大杯觴酒戦強者』にて第7回読売演劇大賞優秀男優賞受賞
- 2000年 歌舞伎座『江戸城総攻-麟太郎と吉之助』にて第19回眞山青果賞大賞
- 2007年 フランス芸術文化勲章コマンドゥール、紫綬褒章[13]をそれぞれ受章
- 2011年 第27回浅草芸能大賞
- 2012年 日本芸術院会員
- 2013年 正五位、旭日中綬章

## 出演歴

### 歌舞伎
- 『義経千本桜』 - 佐藤忠信・平知盛・いがみの権太の三役（国立劇場）
- 『勧進帳』 - 武蔵坊弁慶
- 『助六由縁江戸桜』 - 花川戸助六実は曾我五郎
- 『与話情浮名横櫛』 - 与三郎
- 『毛抜』 - 粂寺弾正
- 『暫』 - 鎌倉権五郎景政
- 『若き日の信長』 - 織田信長

### 海外公演
- 1982年6月-7月 アメリカ公演（ニューヨーク）
- 1985年7月-8月 アメリカ公演（ニューヨーク・ワシントン・ロサンゼルス）
- 1988年7月-8月 オーストラリア公演（ブリスベン・メルボルン・バース）
- 1989年9月 ヨーロッパ公演（ブリュッセル・東ベルリン・ドレスデン・ウイーン）
- 2004年10月 パリ公演
- 2007年3月 パリ・オペラ座公演

### その他の舞台
- 『春の雪』（1973年 日生劇場、1979年 京都・南座） - 松枝清顕役
- 『華岡青洲の妻』 - 華岡青洲役
- 『眠り王』 - 月の大王実は日本の帝役

### テレビドラマ
- 若さま侍捕物帖（1967年、日本テレビ） - 若さま役
- 遠山の金さん（1967年、日本テレビ） - 遠山金四郎 役
- 春の雪（1970年、フジテレビ おんなの劇場） - 松枝清顕役
- 大河ドラマ（NHK総合）
  - 春の坂道（1971年） - 徳川家光 役
  - 元禄太平記（1975年）
  - 花の乱（1994年） - 足利義政 役
  - 元禄繚乱（1999年） - 歌舞伎役者 役
- 宮本武蔵（1975年、フジテレビ） - 宮本武蔵 役
- 午後の恋人（1979年、フジテレビ） - 樋口浩之 役
- 花道は炎のごとく（1985年、日本テレビ） - 初代團十郎 役※襲名記念作品
- 天下の副将軍水戸光圀 徳川御三家の激闘（1992年、テレビ東京） - 水戸光圀 役
- 炎の奉行 大岡越前守（1997年、テレビ東京） - 大岡忠相 役
- 仲蔵狂乱（2000年、朝日放送） - 中村仲蔵 役
- あの戦争は何だったのか 日米開戦と東條英機（2008年、TBS） - 山本五十六 役

### 映画
- 流れの譜（1974年6月22日、松竹） - 菅原忠礼 役
- 花のお江戸の釣りバカ日誌（1998年12月23日、松竹） - 庄内藩藩主 役
- 利休にたずねよ（2013年12月7日、東映） - 武野紹鴎 役

### ドキュメンタリー
- NHK特集「大看板 團十郎への道」（1985年4月5日、NHK総合）[14]
- 『開局7周年特別企画 THE MOON〜人類の夢・月世界の未来〜』（2008年、BSジャパン） - ナビゲーター[15]

### その他のテレビ番組
- NHK紅白歌合戦（NHK総合・ラジオ第1）
  - 第20回（1969年12月31日） - 審査員
  - 第35回（1984年12月31日） - 審査員
  - 第44回（1993年12月31日） - 審査員

### CM
- キリンビール（1986年）
- 三井生命『大樹暖家族(あったかぞく)R』（1997年）

## 社会的活動
「国際化社会になるにあたって、日本人のアイデンティティの拠り所の1つとして歌舞伎を役立てて欲しい」との思いから、青山学院大学文学部客員教授や早稲田大学特命教授を務めるなど、大学教育の場で歌舞伎を通した日本文化の啓蒙・教育活動に熱心に取り組み、文化庁文化審議会委員として日本文化発展を願う立場から積極的に発言を行っていた。また、長男：海老蔵と共に歌舞伎の海外公演にも積極的に取り組んでいた。
また、九世市川團十郎が神奈川県茅ヶ崎市に別荘を所有していた縁や、茅ヶ崎市出身の宇宙飛行士：野口聡一との親交などもあって茅ケ崎駅北口ペデストリアンデッキに十二世團十郎の手形モニュメントが設置され、2010年4月17日に除幕式が執り行われた。
2011年7月1日より、2年の任期で全国骨髄バンク推進連絡協議会の会長に就任していた。

### 役職
- 文化庁文化審議会委員
  - 同 国語分科会委員
- 全国骨髄バンク推進連絡協議会会長（2011年7月1日 - 2013年2月3日）

## 著書
- 『歌舞伎十八番』、解説・服部幸雄／写真・小川知子（河出書房新社、2002年、普及版2013年9月）ISBN 978-4309265872
- 『團十郎の歌舞伎案内』（PHP新書、2008年）ISBN 978-4569699295
- 『團十郎復活 六十兆の細胞に生かされて』（文藝春秋、2010年）ISBN 978-4163723808
- 『童の心で 歌舞伎と脳科学』（小泉英明との共著、工作舎、2012年）ISBN 978-4875024446